# Mr. Show with Bob and David
A Mr. Show with Bob and David, vagy egyszerűen csak Mr. Show amerikai szkeccsműsor, amelyet Bob Odenkirk és David Cross készítettek. A sorozatot az HBO vetítette 1995. november 3.-tól 1998. december 28.-ig, ez idő alatt 4 évad és 30 epizód készült.
A legtöbb epizódot Cross és Odenkirk nyitották, akik önmaguk fiktív verziójaként jelentek meg. Ezután különféle jeleneteket mutattak be, amelyeket élő közönség előtt rögzítettek. A műsorban több ismert humorista is megfordult, például Sarah Silverman, Paul F. Tompkins, Jack Black, Karen Kilgariff, Tom Kenny, Mary Lynn Rajskub, Brian Posehn, Jill Talley, Scott Aukerman és Dino Stamatopoulos.

## Formátum
Az összes epizód különféle, időnként szürreális szkeccseket tartalmaz, amelyek kapcsolódnak egymáshoz, éppúgy, mint a Monty Python Repülő Cirkusza vagy a The State című sorozatok esetén. Például egy szereplő, aki az egyik jelenetben rövid szerepet kapott, a másikban már fontos szereplő lehet. Egy epizód során ugyanúgy visszatérnek egy közös témára vagy történetszálra. Mivel prémium, fizetős csatornán vetítették, így a közönség körében eleinte nagyrészt ismeretlen volt, de a DVD eladásoknak köszönhetően szélesebb közönség ismerte meg.
Minden epizód azzal kezdődik, hogy egy személy bemutatja a házigazdákat. Az első két évadban Mary Lynn Rajskub töltötte be ezt a szerepet. Miután személyes okok miatt kiszállt a sorozatból, egy véletlenszerű szereplő végezte el a bemutatást.
Az epizódok címei általában az epizódból vett idézetek voltak.
Egyes szövegeket többször is megismételnek a szereplők.

## Hatása
A Mr. Show-t többen is megjelölték hatásuknak, például a Tim és Eric humoristapáros, illetve a Portlandia, Key & Peele, Kroll Show, People's Emergency Guide és a Human Giant című sorozatok.